# Peter de Séve
Peter de Séve est un character designer et illustrateur américain artiste ayant travaillé dans les domaines de l’illustration et de l’animation. Il réalise de nombreuses couvertures pour le magazine The New Yorker. En tant que créateur de personnages, il a travaillé sur les personnages de 1 001 Pattes, Le Monde de Nemo, Robots, de la série L'Âge de glace et sur le personnage animal principal E.B. (exprimé par Russell Brand) dans le film comique sur le thème de Pâques 2011, Hop. Plus récemment, il a dessiné les personnages de Mission : Noël.

## Film
- 1996 : Le Bossu de Notre-Dame : développement visuel et design des personnages
- 1998 : Le Prince d'Égypte (1998) : Character designer
- 1998 : Mulan : Développement visuel et Character designer.
- 1999 : Tarzan : Développement visuel et Character designer
- 2002 : La Planète au trésor : Un nouvel univers : Character designer.
- 2005 : Robots : Character designer
- L'Âge de glace
  - 2002 : L'Âge de glace : Character designer